# Garth Manton
Garth Owen Vaughan Manton (født 16. december 1929 i Sydney, Australien, død 1. februar 2024) var en australsk roer.
Manton deltog i otter ved OL 1956 på hjemmebane i Melbourne. De øvrige medlemmer af båden var Michael Aikman, David Boykett, Fred Benfield, Jim Howden, Walter Howell, Adrian Monger, Brian Doyle og styrmand Harold Hewitt. Den australske båd indledte med at vinde i runde ét, mens de blev nummer to i semifinalen. I finalen kæmpede de med canadierne om føringen i begyndelsen, men så kom USA og endte med at vinde, mens canadierne blev toere og australierne, der gik lidt ned i tempo til sidst, vandt bronze.

## OL-medaljer
- 1956:  Bronze i otter